# علیرضا رستگار
علیرضا رستگار (زاده ۲۷ اردیبهشت ۱۳۵۷ در تبریز) رییس فدراسیون بین‌المللی انجمن‌های مخترعان به اختصار IFIA است. وی بنیان‌گذار جشنواره بین‌المللی نوآوری در سیلیکون‌ولی و یا به اختصار SVIIF است. مجله فوربز او را به‌عنوان عضو شورای تجارت و تکنولوژی فوربز انتخاب کرده‌است. همچنین او در سال ۲۰۲۲ میلادی توسط شورای توسعه تجارت هنگ کنگ به‌عنوان مشاور افتخاری انجمن تجارت مالکیت فکری آسیا انتخاب شده‌است.

## زندگی شخصی
علیرضا رستگار در ۲۷ اردیبهشت ۱۳۵۷ در تبریز به دنیا آمد و در شهر تهران بزرگ شد. پدرش احد رستگار رئیس بانک ملت فعالیت بود. علیرضا فرزند دوم است و دو برادر و دو خواهر دارد. رستگار در سال ۱۳۸۳ از دانشگاه تهران فارغ التحصیل شد و فوق لیسانس مدیریت کسب و کار را از کالج آلامامه ، کالیفرنیا دریافت کرد. وی همچنین دارای دو دکترای مدیریت بازرگانی است. 

## کتاب
- آموزش فرهنگ شهروندی، ناشر مهرسا، ۱۳۹۰ [۱۱]
- شهروند و بازیافت، ناشر مهرسا، ۱۳۹۱ [۱۲]
- آنچه جهت ثبت اختراع باید بدانید، ناشر مهر و ماه نو، ۱۳۹۲ [۱۳]

## افتخارات
- رستگار عضو هیئت داوران سازمان جهانی مالکیت فکری برای انتخاب و اعطای مدال به بهترین مخترع در چارچوب پروژه حمایتی سازمان مالکیت فکری از مخترعان است.[۱۴]
- رستگار عضو رسمی موسسه راه حل چالش های جهانی و یا به اصطلاح MIT Solve مؤسسه فناوری ماساچوست با ماموریت برای حل چالش های جهانی از طریق نوآورای است.[۱۵]
- جایزه ممتاز جشنواره خوارزمی در سالهای ۱۳۷۹، ۱۳۸۰، ۱۳۸۲ [۱۶] [۱۷] [۱۸]
- برنده مدال طلای سازمان جهانی اسلامی برای آموزش و پرورش، علوم و فرهنگ آیسسکو در سال 2003 [۱۹]
- دریافت یک مدال طلای جشنواره بین‌المللی اختراعات ژنو
- مدال طلا سازمان جهانی مالکیت فکری را برای مخترع برجسته در سال 2006 [۲۰]
- دریافت مدال طلا از بنیاد کویت برای پیشرفت علوم
- دریافت مدال نبوغ در جشنواره بین‌المللی اختراعات بوداپست